# Formazione ideale della NFL degli anni 1950
La formazione ideale della NFL degli anni 1950, in inglese NFL 1950s All-Decade Team, fu scelta dai giurati della Pro Football Hall of Fame. La squadra è composta giocatori che hanno fornito prestazioni eccezionali nella National Football League negli anni cinquanta.
La formazione consiste in una squadra offensiva e difensiva, unità degli special team senza un capo-allenatore.

## Attacco
| Giocatore     | Ruolo                     | Squadra                              | College                   | Hall of Famer |
| ------------- | ------------------------- | ------------------------------------ | ------------------------- | ------------- |
| Quarterback   | Otto Graham               | Cleveland Browns                     | Northwestern              | Sì            |
| Quarterback   | Norm Van Brocklin         | Los Angeles Rams Philadelphia Eagles | Oregon                    | Sì            |
| Quarterback   | Bobby Layne               | Detroit Lions Pittsburgh Steelers    | Texas                     | Sì            |
| Running back  | Frank Gifford             | New York Giants                      | USC                       | Sì            |
| Running back  | Ollie Matson              | Chicago Cardinals Los Angeles Rams   | San Francisco             | Sì            |
| Running back  | Hugh McElhenny            | San Francisco 49ers                  | Washington                | Sì            |
| Running back  | Lenny Moore               | Baltimore Colts                      | Penn State                | Sì            |
| Full back     | Alan Ameche               | Baltimore Colts                      | Wisconsin                 | No            |
| Full back     | Joe Perry                 | San Francisco 49ers Baltimore Colts  | Compton Community College | Sì            |
| Wide receiver | Raymond Berry             | Baltimore Colts                      | Southern Methodist        | Sì            |
| Wide receiver | Tom Fears                 | Los Angeles Rams                     | UCLA                      | Sì            |
| Wide receiver | Bobby Walston             | Philadelphia Eagles                  | Georgia                   | No            |
| Wide receiver | Elroy "Crazy Legs" Hirsch | Los Angeles Rams                     | Wisconsin Michigan        | Sì            |
| Tackle        | Rosey Brown               | New York Giants                      | Morgan State              | Sì            |
| Tackle        | Bob St. Clair             | San Francisco 49ers                  | Tulsa                     | Sì            |
| Guardia       | Dick Barwegan             | Chicago Bears Baltimore Colts        | Purdue                    | No            |
| Guardia       | Jim Parker                | Baltimore Colts                      | Ohio State                | Sì            |
| Guardia       | Dick Stanfel              | Detroit Lions Washington Redskins    | San Francisco             | No            |
| Centro        | Chuck Bednarik            | Philadelphia Eagles                  | Pennsylvania              | Sì            |

## Difesa
| Giocatore        | Ruolo                   | Squadra                                          | College                    | Hall of Famer |
| ---------------- | ----------------------- | ------------------------------------------------ | -------------------------- | ------------- |
| Defensive end    | Len Ford                | Cleveland Browns Green Bay Packers               | Michigan                   | Sì            |
| Defensive end    | Gino Marchetti          | Dallas Texans Baltimore Colts                    | San Francisco              | Sì            |
| Defensive tackle | Art Donovan             | New York Yanks Dallas Texans Baltimore Colts     | Boston College             | Sì            |
| Defensive tackle | Leo Nomellini           | San Francisco 49ers                              | Minnesota                  | Sì            |
| Defensive tackle | Ernie Stautner          | Pittsburgh Steelers                              | Boston College             | Sì            |
| Linebacker       | Joe Fortunato           | Chicago Bears                                    | VMI Mississippi State      | No            |
| Linebacker       | Bill George             | Chicago Bears                                    | Wake Forest                | Sì            |
| Linebacker       | Sam Huff                | New York Giants                                  | West Virginia              | Sì            |
| Linebacker       | Joe Schmidt             | Detroit Lions                                    | Pittsburgh                 | Sì            |
| Cornerback       | Dick "Night Train" Lane | Los Angeles Rams Chicago Cardinals Detroit Lions | Scottsbluff Junior College | Sì            |
| Cornerback       | Jack Butler             | Pittsburgh Steelers                              | St. Bonaventure            | Sì            |
| Safety           | Jack Christiansen       | Detroit Lions                                    | Colorado State             | Sì            |
| Safety           | Yale Lary               | Detroit Lions                                    | Texas A&M                  | Sì            |
| Safety           | Emlen Tunnell           | New York Giants Green Bay Packers                | Iowa                       | Sì            |

## Special team
| Giocatore   | Ruolo     | Squadra          | College    | Hall of Famer |
| ----------- | --------- | ---------------- | ---------- | ------------- |
| Placekicker | Lou Groza | Cleveland Browns | Ohio State | Sì            |